# Lenbachplatz

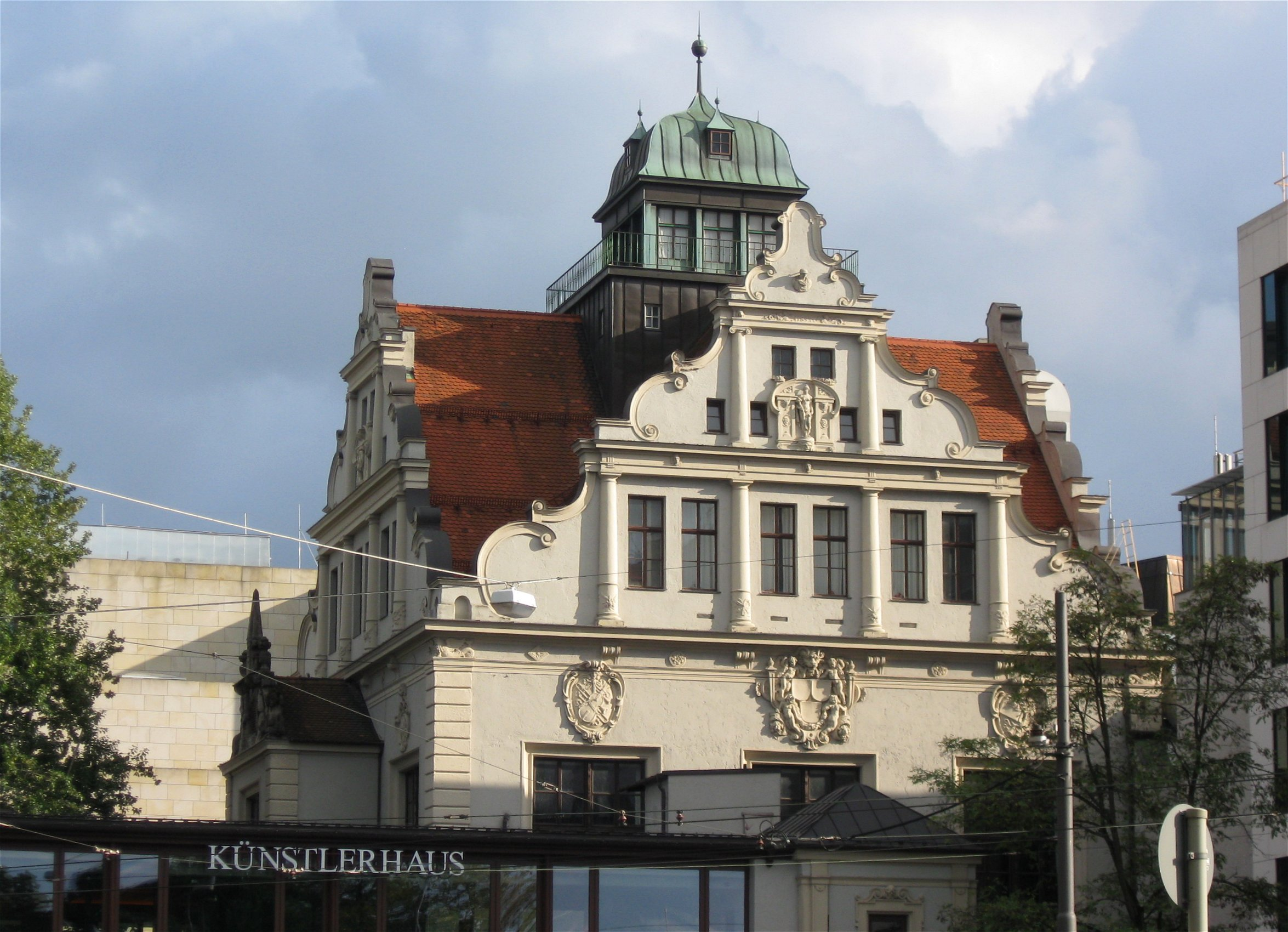
Künstlerhaus

Der Lenbachplatz ist ein öffentlicher Platz am Nordwestrand der Münchner Innenstadt im Kreuzviertel der Altstadt an der Grenze zur Maxvorstadt. In seiner Gestaltung – der Staffelung mehrerer ohne in engerer Beziehung zueinander gruppierter Baukörper – ist er typisch für das späte 19. Jahrhundert. Das Gelände des Lenbachplatzes war ursprünglich Teil des Vorfeldes der zweiten Münchner Stadtbefestigung. Das am späteren Platz gelegene St. Anton geweihte Kapuzinerkloster wurde 1600 gegründet und 1802 aufgelöst. Klostergebäude und Kirche wurden abgebrochen.
Als Teil des Münchner Altstadtrings schließt sich der Lenbachplatz im Nordosten an den Stachus an und bildet den Übergang zur kleinen Parkanlage des Maximiliansplatzes. Der Platz ist nach dem Münchner Malerfürsten Franz von Lenbach benannt.
Mit der Collage Pay Nothing Until April von Ed Ruscha startete 2013 das Ausstellungsformat der „Kunst-Insel“ im öffentlichen Raum auf dem Lenbachplatz. Das fünf mal fünf Meter große Billboard, formal überdimensionierten Werbetafeln nachempfunden, war ein Teil der vom Künstlerduo Elmgreen & Dragset 2013 in München kuratierten Reihe A Space Called Public / Hoffentlich öffentlich. Seit 2013 ist diese „Kunst-Insel“ am Lenbachplatz eine zunehmend wichtige Adresse für großformatige Arbeiten im öffentlichen Raum in München geworden. Hier zeigten u. a. Timm Ulrichs, Peggy Meinfelder, Franka Kaßner, Ayzit Bostan, Eran Shakine, Tim Bennett, Alexander Kluge und Sarah Morris großformatige, häufig ortsbezogene Werke.

## Bauwerke am Lenbachplatz
- Wittelsbacher Brunnen, dem Klassizismus nachempfundener Monumentalbrunnen, 1893 bis 1895 nach Plänen Adolf von Hildebrands errichtet.
- An die Alte Hauptsynagoge, errichtet 1884 bis 1887 nach Plänen von Albert Schmidt, abgerissen ab dem 9. Juni 1938, erinnert ein 1968/69 errichteter Gedenkstein.
- Ehemaliger Sitz der Münchner Börse, Lenbachplatz 2, von 1896 bis 1898 ebenfalls nach Plänen von Albert Schmidt für die Deutsche Bank errichteter Baublock im Stile des klassischen Historismus.
- Bernheimer-Haus, Lenbachplatz 3, errichtet 1887 bis 1889 nach Plänen von Friedrich von Thiersch und Martin Dülfer
- Neue Maxburg, Lenbachplatz 7, von 1954 bis 1957 von den Architekten Sep Ruf und Theo Pabst errichteter Neubau an Stelle der im Zweiten Weltkrieg zerstörten Herzog-Max-Burg, von der nur der jetzt vor der Nordseite stehende Turm erhalten blieb.
- Künstlerhaus, Lenbachplatz 8, Vereinshaus der Münchner Künstlergenossenschaft von 1892 bis 1900 nach Plänen von Gabriel von Seidl erbaut.
- Haus der Victoria Versicherung, Lenbachplatz 9, errichtet 1955 von Georg Werner

## Rezeption
Der Festeingang Münchens ist da, wo Hildebrands Brunnen steht. Der Bahnhofsplatz sagt niemandem etwas; das Rondell des Karlstors öffnet zwar die Hauptader der Stadt, ist aber zum bloßen Durchgangspunkt geworden. Wenn man indessen links einschwenkt, der Lenbachplatz sich auftut, die Maximiliansanlagen sichtbar werden und davor die hellen Marmorfiguren mit den rauschenden Wasserbecken, dann weiß man, daß man in München ist, dem heiter-festlichen Vorort Süddeutschlands. Der Platz hat etwas ungemein Lebendiges und Natürlich-Prächtiges. Alles greift ineinander. Es ist, als hätte der Brunnen von jeher hier gestanden. Und sollte dem einen oder anderen eine Erinnerung an römische Anlagen aufsteigen, so wäre das kein fremder Ton: an wie vielen Stellen der Stadt muß einem in den Sinn kommen, daß München am Anfang der Alpenstraße nach Italien liegt!